# 米奥德拉格·潘特里奇
米奥德拉格·潘特里奇（Miodrag Pantelić，1973年9月4日—），在中国一般被称为潘塔，是塞尔维亚职业足球运动员。他曾经长期在中国联赛效力，尤其是被大连实德签约后租借到同属“实德系”的四川冠城，成为足球界关注实德系内幕的视点之一。2007年中旬北京国安俱乐部向潘塔所在的伏伊伏丁那俱乐部支付9万欧元(约合人民币90万元)的租借费，租借得到潘塔半个赛季，为国安当年夺得联赛亚军立下汗马功。后来，潘塔回到了伏伊伏丁那俱乐部，2009年退役后非常赏识他的俱乐部老板让36岁的他出任该俱乐部总经理。